# Andrinus Antonie Gijsbertus van Iterson

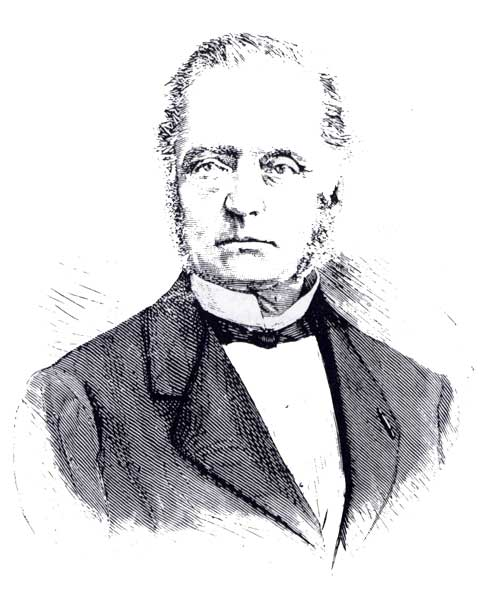
Andrinus Antonie Gijsbertus van Iterson

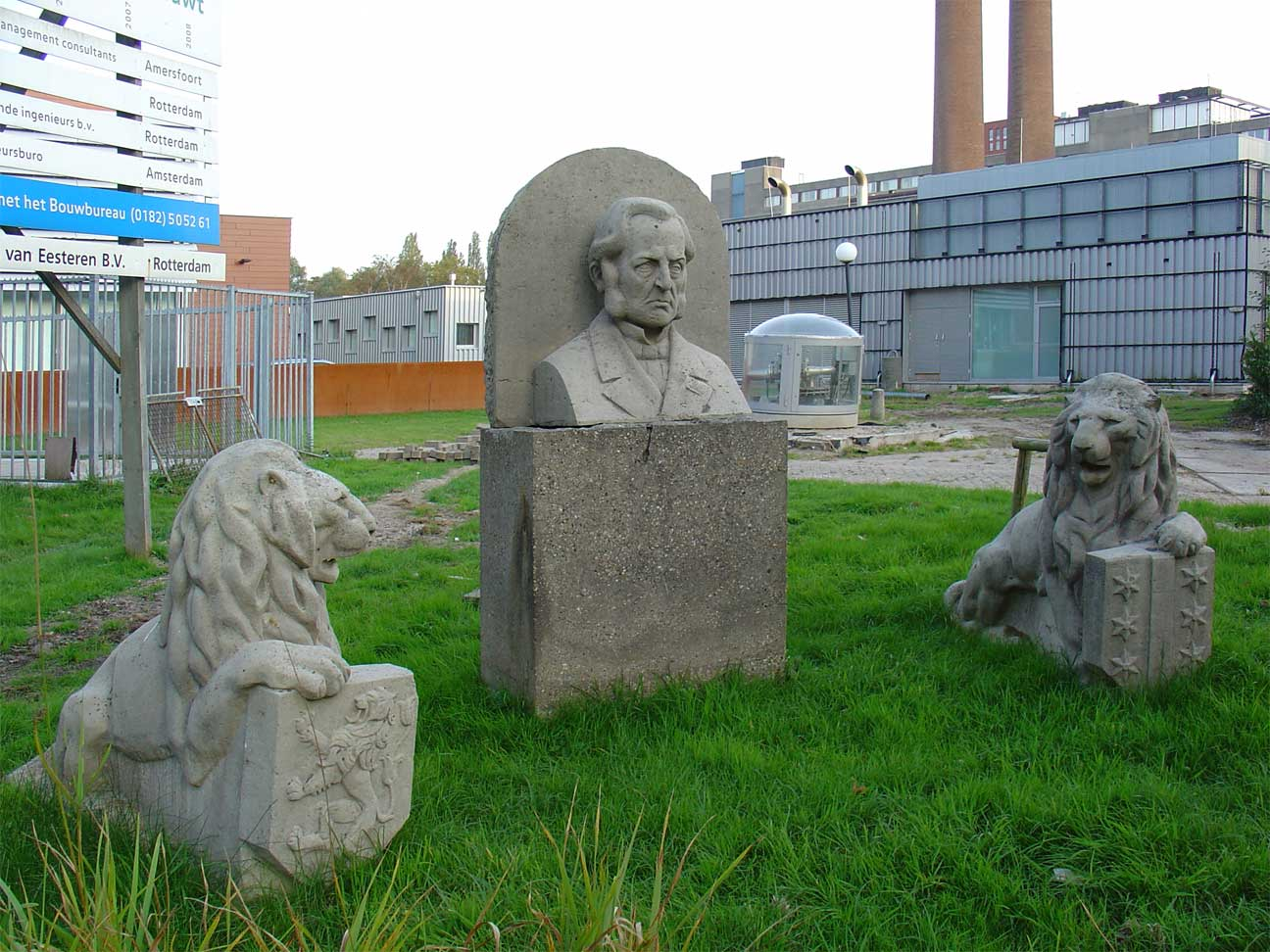
Beelden van Andrinus Antonie Gijsbertus van Iterson en twee leeuwen, afkomstig van het oude Van Itersonziekenhuis, nabij de Bleulandlocatie van het Groene Hart Ziekenhuis te Gouda in 2008 (later verplaatst naar de binnentuin van het ziekenhuis)

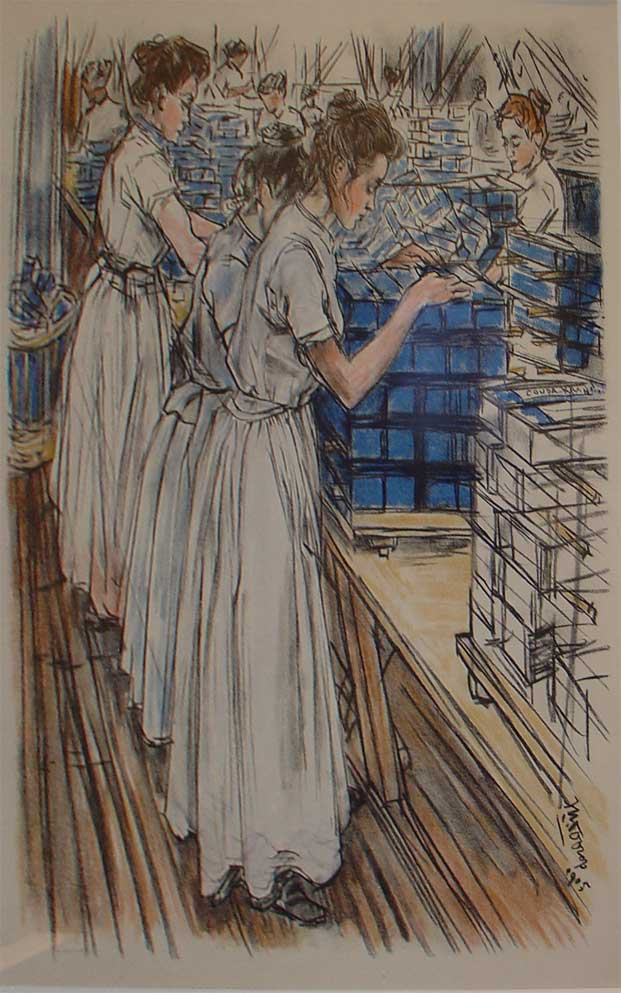
Arbeidsters in de kaarsenfabriek te Gouda door Jan Toorop (1905)

Andrinus Antonie Gijsbertus van Iterson (Woerden, 11 augustus 1803 - Den Haag, 4 juni 1897) was een Nederlandse apotheker en directeur van de mede door hem opgerichte N.V. Stearine Kaarsenfabriek Gouda te Gouda.

## Van Iterson (persoonlijk leven)
Van Iterson werd in 1803 te Woerden geboren als zoon van de apotheker en griffier van het vredegerecht aldaar Gijsbert van Iterson en van Andrina van Zijll. Zijn moeder overleed drie dagen na zijn geboorte. Op 28 juli 1828 trouwde hij te Haastrecht met Eva Maria Stoelendrajer. Uit dit huwelijk werden acht kinderen geboren, waarvan er twee jong overleden. Hij overleed in juni 1897 op 93-jarige leeftijd te 's-Gravenhage. Van Iterson was ridder in de orde van de Nederlandse Leeuw.

## Van Iterson als apotheker
Van Iterson studeerde in 1826 af als apotheker in Utrecht en kreeg in 1828 toestemming van het gemeentebestuur van Gouda om zich aldaar als apotheker te mogen vestigen. Hij werd lid van de firma Van Iterson & Steenmeyer gevestigd aan de Westhaven te Gouda.
Van Iterson was een bewonderaar van de stichters van de eerste stearinekaarsenfabriek in Parijs, de Franse artsen De Milly en Motard. Zij maakten daarbij gebruik van het werk van de chemicus Marie Chevreul, die uit vetzuur stearine wist te verkrijgen. Stearine bleek een beter grondstof voor kaarsen te zijn dan de smeer en was die tot dusver werden gebruikt. Bovendien leende deze nieuwe grondstof zich veel beter voor machinale verwerking.

## Van Iterson als eerste directeur van de Goudse kaarsenfabriek
Van Iterson was op 18 maart 1853 samen met A. Schoneveld van der Cloet en D.W. Westerbaan oprichter van een stearinekaarsenfabriek als nevenbedrijf van een Goudse aardappelmeel-, siroop- en sagofabriek. In 1858 werd na de aankoop van een nieuw fabricageprocedé het bedrijf voortgezet als N.V. Stearine Kaarsenfabriek Gouda.
Vanaf de oprichting kreeg Van Iterson de leiding over het bedrijf, dat hij in betrekkelijk korte tijd tot bloei wist te brengen. Na zijn aftreden in 1880 bleef hij tot zijn overlijden in 1897 als “honorair adviseur” aan het bedrijf verbonden.

## Van Iterson als naamgever van een Gouds Ziekenhuis
Van Iterson liet na zijn dood twee dochters na. In het testament hadden de dochters geregeld (in een vorm van een legaat) dat het resterende kapitaal ten goede zou komen aan de gemeente Gouda om daarmee een ziekenhuis ten behoeve van het algemeen belang te bouwen. In die tijd konden de mensen die niet aangesloten waren bij een kerk in Gouda alleen een beroep doen op het St. Catharinagasthuis, dat niet meer voldeed aan de toentertijd geldende maatstaven. De gemeente pakte het geld met beide handen aan en bouwde het Van Itersonziekenhuis. Aan het begin van haar bestaan behoorde het tot de modernste ziekenhuizen van Nederland. In de jaren 60 van de twintigste eeuw begon het fusieproces van dit ziekenhuis met het Diakonessenhuis De Wijk. In 1970 betrokken beide ziekenhuizen het nieuwe Bleulandziekenhuis (thans, na de fusie met het katholieke St. Jozefziekenhuis Groene Hart Ziekenhuis genoemd). Omdat de gemeente geen nieuwe bestemming had gevonden, voor het nog in goede staat verkerende Iterson ziekenhuis, werd het in 1972 gesloopt. In 1975 werd op deze plaats het appartementencomplex De Zuidrandflat, een wooncentrum op humanistische grondslag voor ouderen, gesticht.
Alleen de beelden van twee leeuwen en het beeld van Van Iterson, die zich in de voorgevel boven de ingang van het ziekenhuis bevonden, zijn gespaard gebleven. Sinds 2011 staan deze beelden in de binnentuin van het Groene Hart Ziekenhuis.